# Palazzo Rinuccini (Napoli)
Il Palazzo Rinuccini è un palazzo storico di Napoli, ubicato in Piazza Dante.

## Storia
In origine, verso la fine del XVII secolo, accanto alla porta eretta nel 1624 da Don Antonio Álvarez de Toledo, duca d'Alba (da cui prese il nome), vennero costruite alcune botteghe e un carcere, utilizzato per rinchiudervi i giovani di buona famiglia che si rendevano colpevoli di qualche ragazzata.
In seguito, il Tribunale di Fortificazione (organismo composto da un soprintendente e sette deputati, cinque nobili e due appartenenti al popolo) comprò gli edifici esistenti e il terreno circostante dove iniziò a costruire un nuovo palazzo. Il costo dell’opera ammontò a circa 21.000 ducati e, una volta messo all’asta, venne comprato dal marchese di Baselice Alessandro Rinuccini (1686-1758) per 31.000 ducati.
Il marchese era noto per la sua attenzione alla cultura e all’economia e trasformò il palazzo appena comprato in un centro di studi molto attivo. Tra i personaggi che lo frequentavano assiduamente, ricordiamo Bartolomeo Intieri e Nicola Cirillo, a loro volta fondatori dell’Accademia delle Scienze e Celestino Galliani, titolare della cattedra di economia politica all’Università Federico II.
Il Rinuccini morì nel 1758 e, nel 1825, i suoi eredi vendettero la proprietà a don Donato Tommasi (1761-1831), figlio di un medico, che, nonostante la giovinezza povera, si era guadagnato delle buone ricchezze grazie alle molte cariche rivestite per il Regno di Sicilia, oltre al titolo nobiliare di marchese di Casalicchio. Il di lui figlio, Felice Tommasi (1819-1885), riuscì ad evitare la demolizione del palazzo nell’ambito del progetto per la nuova via Bellini nel 1868: via Bellini è infatti rimasta senza sbocco diretto su piazza Dante. L’anno dopo il suo acquisto, il palazzo venne restaurato secondo il disegno dell'architetto Petronzio.
Il palazzo compare sulla carta Carafa (1775) e sulla carta Schiavoni (1880).